# Красная тригла
Красная тригла (лат. Chelidonichthys cuculus) — морская придонная рыба семейства тригловых (Triglidae).

## Описание

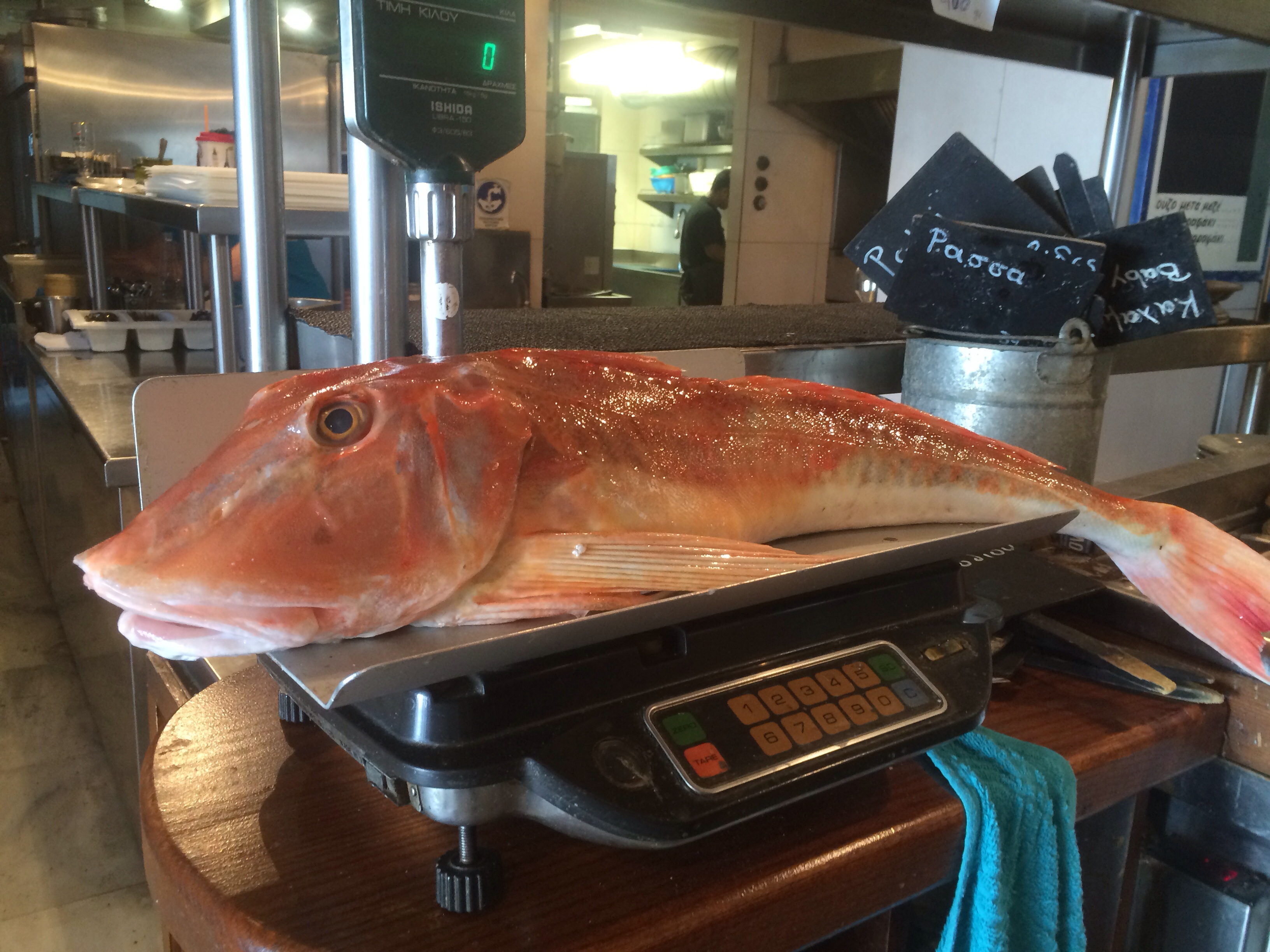

Тело вытянутое, коническое. Голова в панцире из костных пластинок. Профиль головы крутой и несколько изогнутый. На кончике рыла на каждой стороне есть по 3—4 мелкие колючки. Туловище лишено поперечных полосок. 65—70 высоких, окостенелых чешуек без серединного киля или зазубренности тянутся вдоль боковой линии и образуют поперечные ребристые полоски, идущие до хвостового плавника. Спинных плавника два — первый с 8—10 колючими, второй с 17-18 мягкими лучами. Грудные плавники большие, их три нижние колючие луча свободные и подвижны. Грудные плавники до третьего луча анального плавника. Анальный плавник с 16—18 мягкими лучами. Голова, спина и бока красноватого цвета, с темными поперечными неравномерными полосами; брюшная сторона беловатая; брюшные плавники серого, розового или желтоватого цвета, с темными широкими полосками. Хвостовой плавник со светлым основанием и тёмным задним краем. Анальный плавник имеет светлый край.
Максимальная длина тела — 70 см, обычно — до 30 см.

## Ареал
Северо-Восточная Атлантика: от западно-африканского побережья (Мавритания), Мадейры и Азорских островов до Шотландии, иногда Норвегии; Ла-Манш, южная часть Северного моря, Средиземное море.

## Биология
Морская придонная рыба. Встречается над песчаными, галечными и скалистыми грунтами (с песчаными отмелями). В Атлантике встречается на глубинах 5—200 м, в Средиземном море на глубине 100—250 м. Время нереста — весна-лето. Икринки и личинки свободно плавают в воде. Питается преимущественно мелкими ракообразными и мелкими рыбами-обитателями дна.